# سینمای زندانی
سینمای زندانی (به انگلیسی: Prisoner's cinema)،‌ پدیده‌ای است که زندانیانی که در سلول‌های تاریک نگه داشته شده‌اند و نیز کسانی که مدتی در تاریکی کامل به سر برده‌اند آن را گزارش کرده‌اند. همچنین برای رانندگان کامیون، خلبانان و تمرین‌کنندگان مراقبه‌های عمیق نیز رخ داده است. فضانوردان و افرادی که در معرض تابش گونه‌ای از تشعشعات خاص قرار گرفته‌اند نیز پدیده‌ای مشابه را تجربه کرده‌اند.
این پدیده شامل نورهایی است که از دل تاریکی بیرون می‌آیند و معمولاً فرمی دارند که افراد تجربه‌کننده قادر به توصیف آن نیستند. گاهی این نورها شکل انسان یا اشیا دیگر را به خود می‌گیرند.
دانشمندان این پدیده را به فُسفِن و اثرات روانی تاریکی طولانی‌مدت مرتبط می‌دانند. برخی دیگر از دانشمندان نیز به روابط بین این پدیده و نقاشی‌های غار در دوره نوسنگی اشاره کرده‌اند.

## در رسانه‌ها
در قسمت اول مجموعهٔ‌ تلویزیونی امریکایی ناحیه شفق (The Twilight Zone)، تجسمی واقعی از خیالات و توهماتی به نمایش درآمده‌است که در پژوهشی درباره تنهایی و انزوای زیاد افراد سازمان‌های فضایی بدست آمده بود.